# I cani rossi
I cani rossi, o Cane rosso (Red Dog), è un racconto dello scrittore inglese Rudyard Kipling, scritto e pubblicato nel 1895 e facente parte della serie di racconti de Il libro della giungla aventi come protagonisti Mowgli e gli altri animali della giungla.

## Storia editoriale
Il racconto è stato scritto da Kipling nella sua casa di Brattleboro, nel Vermont, tra il febbraio e il marzo del 1895; venne quindi pubblicato il 29 e 30 luglio 1895 con il titolo Good Hunting: A Story of the Jungle sulla Pall Mall Gazette. Successivamente apparve nell'agosto 1895 sul McClure's Magazine (con illustrazioni di W.A.G. Pape) e infine tra il 19 e il 29 settembre 1895 sulla Civil and Military Gazette; nello stesso anno venne ristampato con il suo titolo nella raccolta Il secondo libro della giungla.

## Trama
Mowgli ha circa 16 anni e vive in pace nella giungla di Seeonee con gli altri lupi, quando l'intero Popolo libero riceve la visita di un lupo solitario e ferito, Won-tolla. Costui avvisa i lupi che un branco di dholes, i feroci cani rossi del Dekkan, sta per giungere nella giungla e uccidere chiunque trovi sul loro passaggio.
Mowgli invita gli altri lupi a resistere per difendere il loro territorio invece di scappare per salvare le proprie vite, e insieme al serpente Kaa organizza un piano per riuscire a sconfiggere i cani rossi. Chiamandoli e deridendoli da sopra un albero, riesce ad attirarli sulle rive della Waingunga dove vengono attaccati dal Piccolo popolo delle rocce, ovvero milioni di api nere selvatiche. I pochi che riescono a sopravvivere buttandosi nel fiume vengono risucchiati dalla forte corrente del corso d'acqua o attaccati a valle dal branco di lupi che li stava aspettando.
In un'ultima battaglia, a cui partecipa anche Mowgli, i cani vengono quindi uccisi, ma muoiono anche Won-tolla e il capobranco Akela, che prima di morire invita il ragazzo a tornare tra gli umani. Il comando del branco passa quindi a Phao.

## Adattamenti
Una versione a fumetti del racconto realizzata da P. Craig Russell è stata pubblicata nel 1988 dalla Eclipse Comics.
Il racconto è stato anche trasposto in animazione nell'anime Il libro della giungla del 1989, in particolare negli episodi 40 (L'invasione dei dohls) e 41 (La valle della morte). Inoltre, nella serie Cuccioli della giungla, una versione minima della storia dei cani rossi viene raccontata nell'episodio 6 (Tutti per uno!, in originale Red Dogs): l'invasione della giungla viene infatti sventata da Bagheera, Kaa, Hathi e Luigi, che attirano i dhole verso Baloo il quale a sua volta li fa cadere in un burrone pieno di api.

## Uso nello scautismo
Il racconto viene utilizzato nella branca dei lupetti dello scautismo verso fine anno, ricalcando la crescita di Mowgli durante i racconti esattamente come i lupetti crescono durante l'anno con la Progressione Personale. Così, mentre nei primi racconti (es. La caccia di Kaa) il cucciolo d'uomo è ancora disobbediente e pensa solo a sé stesso, ne I cani rossi appare più responsabile nel parlare al Consiglio della Rupe e ad aiutare ed esortare il branco a combattere contro il nemico; ugualmente, mentre ne La tigre! La tigre! il piano per uccidere Shere Khan è abbastanza improvvisato, in questo racconto Mowgli ha imparato a elaborarne uno molto dettagliato. Viene inoltre evidenziato che il racconto «si presta al lancio di grandi temi comunitari» perché il branco appare unito come non mai nel lottare per i valori in cui crede.
Viene poi suggerito agli educatori di porre particolare attenzione nel trattare molti passaggi violenti che compaiono (ad es. la cruenza della battaglia finale) o il clima di «violenza, vendetta e disprezzo» che spesso traspare (ad es. nel personaggio di Won-tolla, che sebbene aiuti il branco presenta degli elementi di negatività). In questo senso, le particolareggiate abitudini crudeli dei Dhole dovrebbero essere messe in secondo piano per enfatizzare soprattutto il loro atteggiamento prepotente verso gli altri; analogamente, in caso si usi il racconto quando si cambia il proprio Akela, viene consigliato di accentuare il fatto che il branco avrà sempre dei "Vecchi Lupi" a guidarli anche se alcuni se ne andranno, esattamente come Akela nel racconto viene sostituito da Phao, per evitare di porre l'accento sulla tristezza per la morte del vecchio e amato capobranco.
Il racconto offre inoltre all'inizio degli spunti per inventare delle nuove avventure da parte dei Vecchi Lupi, quando elenca alcune vicende di Mowgli come il combattimento contro Jacala o il salvataggio di Hathi da una trappola.